# Riksdagen 1627–1628
Riksdagen 1627-1628 ägde rum i Stockholm.
Ständerna sammanträdde den 13 december 1627.  Adeln återvalde lantmarskalken från den förra riksdagen Johan Eriksson Sparre. Riksdagen beslutade om inrättandet av ett hemligt utskott för att behandla frågor rörande de pågående krigen. 12 januari 1628 gav utskottet fullmakt till kungen att inleda det som senare blev trettioåriga kriget.
Riksdagen avslutades den 14 januari 1628.